# Exocet

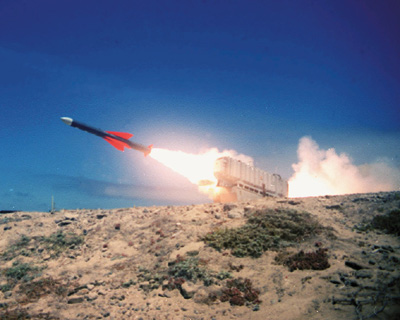
Start pocisku MM38 Exocet z naziemnej wyrzutni kontenerowej

Exocet – francuski przeciwokrętowy pocisk rakietowy budowany w wersjach do wystrzeliwania z okrętów nawodnych (klasy woda-woda), podwodnych, samolotów, śmigłowców (klasy powietrze-woda) i wyrzutni brzegowych. Do dzisiaj wystrzelono kilkaset sztuk tego pocisku podczas różnych konfliktów zbrojnych.

## Historia
Prace nad projektem pocisku przeciwokrętowego Exocet przeznaczonego do atakowania dużych jednostek nawodnych rozpoczęto w 1967 roku w koncernie Aérospatiale. W 1971 odbył się pierwszy start pocisku, a w 1972 rozpoczęto prace nad resztą komponentów systemu rakietowego. Pierwszą wersją, która weszła do służby w Marynarce Wojennej Francji w 1975 roku był pocisk Exocet MM38 wystrzeliwany z wyrzutni okrętowych lub nadbrzeżnych (hermetycznych kontenerów aluminiowych), o zasięgu 42 km. Projekt wersji Exocet AM39 przystosowanej do przenoszenia przez śmigłowce i samoloty rozpoczęto w 1975, a wprowadzono ją do uzbrojenia w 1979 roku. Wersja ta ma zasięg 50-70 km, w zależności od wysokości odpalenia. W 1981 rozpoczęto produkcję ulepszonego pocisku woda-woda MM40, o zwiększonym do 70 km zasięgu i składanych skrzydłach, startującego z mniejszych kontenerów o przekroju rurowym. Później opracowano także wersję wystrzeliwaną z okrętów podwodnych SM39, która ma postać wodoszczelnego kontenera z pociskiem, wystrzeliwanego z będącego w zanurzeniu okrętu podwodnego. Po wzniesieniu się nad powierzchnię wody, kontener otwiera się uwalniając pocisk rakietowy.

## Opis konstrukcji
Exocet jest pociskiem rakietowym typu wystrzel i zapomnij, charakteryzującym się bardzo niskim pułapem lotu, od około 2 do 10 metrów (w zależności od stanu morza) i dużym zasięgiem około 70 km. Napęd Exoceta stanowią dwa silniki rakietowe na paliwo stałe, z których pierwszy, startowy, działający przez 2 sekundy ma nadać pociskowi prędkość początkową, a drugi, marszowy, działający przez 110-150 sekund służy do kontynuowania lotu. System naprowadzający składa się z bezwładnościowego systemu nawigacyjnego kierującego pocisk przez większą część lotu i system radarowy samonaprowadzający go na cel w ostatniej fazie lotu. Taki sposób naprowadzania ma na celu zminimalizowanie prawdopodobieństwa wykrycia pocisku przez detektory promieniowania radarowego. Z kolei konstrukcja pocisku zoptymalizowana w taki sposób, aby jego echo radarowe było niskie, wpływa na trudność jego wykrycia przez aktywne systemy radarowe przeciwnika. Pocisk MM38 mógł atakować cele znajdujące się pod kątem  30° w stosunku do osi wyrzutni, MM40 – 90°, MM40 Bloc 2 – 105°.
Produkowano pociski Exocet w następujących wersjach:
- MM38 – pocisk wystrzeliwany z powierzchni z wyrzutni okrętowych
- AM39 – pocisk wystrzeliwany z samolotów i śmigłowców
- SM39 – pocisk do wystrzeliwania z okrętów podwodnych będących w zanurzeniu
- MM40 – pocisk do wystrzeliwania z powierzchni do niszczenia celów nawodnych i baterii nabrzeżnych. Obecnie produkowana w dwóch wersjach rozwojowych
  - MM40 Bloc 2 – pocisk o zmniejszonej sygnaturze radarowej, później aktywującym się radarowym systemem naprowadzającym i możliwością lotu na bardzo niskim pułapie (1-3 m) w celu utrudnienia wykrycia. Dodatkowo wyposażony w bardziej zaawansowane systemy elektroniczne zwiększające dokładność trafienia oraz systemy przeciwdziałania systemom walki elektronicznej przeciwnika.
  - MM40 Bloc 3 – główną zaletą tej wersji pocisku jest zwiększenie jego zasięgu do 180 km, poprzez zastosowanie odrzutowego silnika marszowego. Start pocisku odbywa się przy pomocy silnika rakietowego odrzucanego po zakończeniu pracy, a następnie uruchamia się silnik marszowy. Kadłub pocisku w tej wersji został zoptymalizowany w celu zmniejszenia echa radarowego i emisji promieniowania cieplnego. Systemy nawigacyjne wzbogacono o system GPS umożliwiający atakowanie celów znajdujących się na wybrzeżu i nowy radar naprowadzający pocisk w ostatniej fazie lotu, charakteryzujący się niską podatnością na zakłócenia. Pocisk wersji Block 3 został również wyposażony w nową efektywniejszą głowicę. Planowano wprowadzenie tej wersji pocisku do uzbrojenia w 2007 roku. Pierwsze odpalenie ćwiczebne z okrętu miało miejsce w marcu 2010 roku[1].

Obecnie francuski pocisk przeciwokrętowy Exocet jest używany przez 33 kraje, a głównym jego konkurentem jest amerykański AGM-84 Harpoon.

## Użycie bojowe pocisków Exocet

### Wojna o Falklandy
Najsłynniejszym konfliktem zbrojnym w którym użyto pocisków Exocet była wojna o Falklandy w 1982 roku, podczas której Marynarka Wojenna Argentyny użyła tych pocisków przeciwko okrętom brytyjskim. W dniu 4 maja wystrzelone z argentyńskich samolotów Super Etendard pociski zniszczyły brytyjski niszczyciel rakietowy HMS Sheffield, a 25 maja transportowiec Atlantic Conveyor. Ponadto 12 czerwca wystrzelone z improwizowanej wyrzutni nabrzeżnej pociski Exocet MM38 uszkodziły niszczyciel HMS Glamorgan, który jednak w ciągu kilkunastu godzin został naprawiony w morzu i powrócił do działań operacyjnych.
Sprzeczne informacje dotyczą ostrzelanego 30 maja przez wojska argentyńskie lotniskowca HMS Invincible, który zdaniem strony brytyjskiej nie został jednak trafiony.
Oba zniszczone okręty brytyjskie zostały trafione pociskami Exocet które nie wybuchły. Przyczyną pożaru i w konsekwencji zatonięcia było niedopalone paliwo rakietowe, które spowodowało rozprzestrzenianie się ognia.

### Wojna iracko-irańska

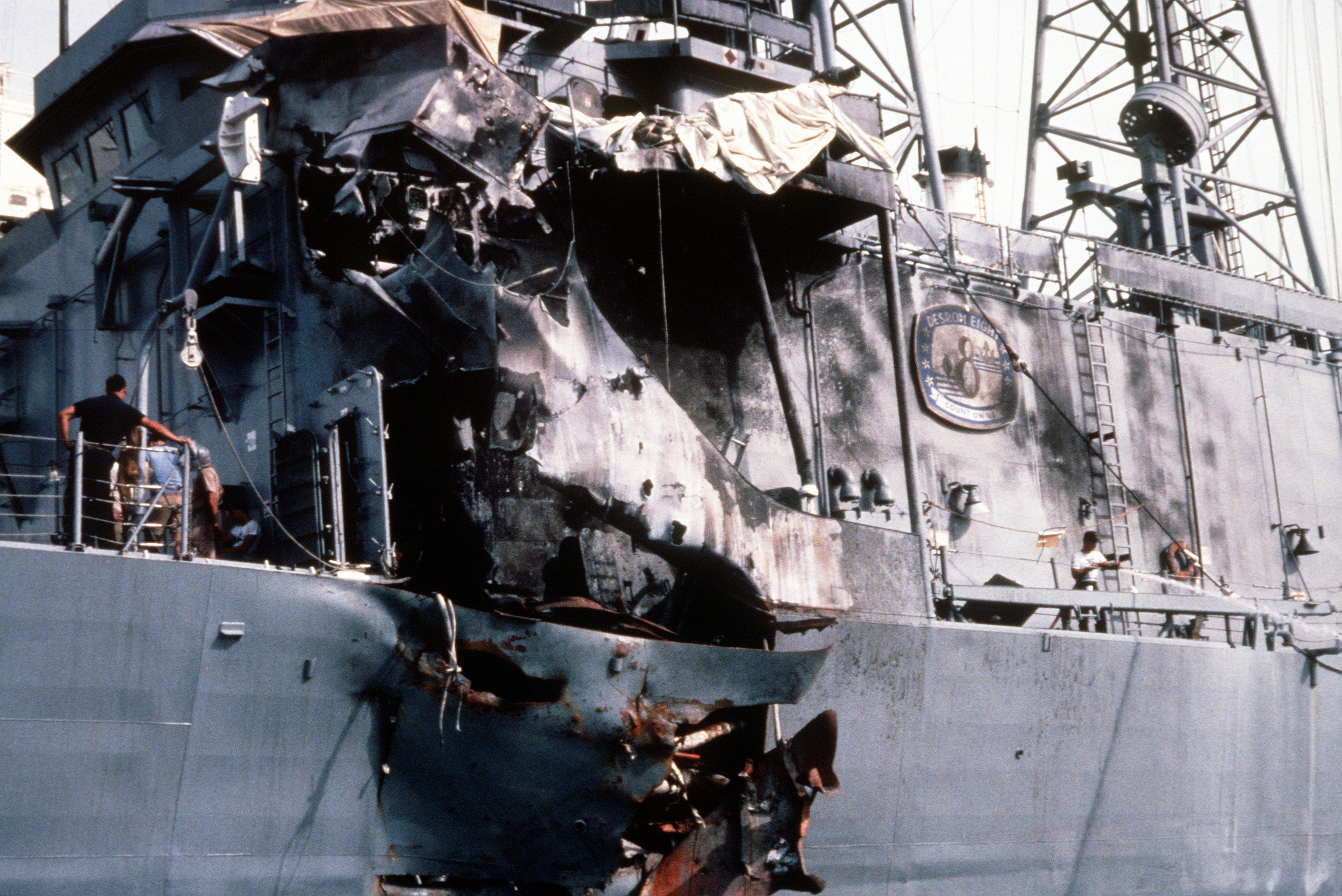
Uszkodzenia na USS Stark po trafieniu pociskiem Exocet

Podczas konfliktu iracko-irańskiego lotnictwo irackie wystrzeliło około 200 pocisków Exocet z różnym skutkiem. Celem ataków były zarówno okręty irańskie, jak i cywilne jednostki pływające, w tym tankowce. Stopień zniszczeń trafionych jednostek także był różny ze względu na znaczny procent pocisków, które nie eksplodowały. Według firmy Aérospatiale, w latach 1981–1984 zatopiono nimi 27 statków i 16 ciężko uszkodzono, do 1988 zatopiono dalszych 10 statków i 78 uszkodzono.
17 maja 1987 roku pilot irackiego samolotu Dassault Falcon 50 o nazwie własnej "Susanna" ostrzelał przez pomyłkę amerykańską fregatę rakietową typu Oliver Hazard Perry USS „Stark”, biorąc ją za irański tankowiec. Oba wystrzelone pociski trafiły w cel, ale tylko jeden eksplodował, powodując śmierć 37 marynarzy. Okręt amerykański został poważnie uszkodzony, ale nie zatonął i dotarł o własnych siłach najpierw do portu w Bahrajnie, a później do stoczni remontowej w Stanach Zjednoczonych.